# Barry Francis Collins
Barry Francis Collins (Waitara, 10 novembre 1938 – Forbes, 15 novembre 2000) è stato un vescovo cattolico australiano.

## Biografia
Barry Francis Collins nacque il 10 novembre 1938 a Waitara, un sobborgo di Sydney.
Fu ordinato presbitero il 15 luglio 1961 dal cardinale Norman Gilroy per l'arcidiocesi di Sydney.
Dopo l'ordinazione sacerdotale fu parroco a Mortlake, sempre a Sydney.
Il 30 marzo 1994 papa Giovanni Paolo II lo nominò vescovo di Wilcannia-Forbes. Ricevette l'ordinazione episcopale nella chiesa della Sacra Famiglia a Parkes il 3 giugno seguente per imposizione delle mani del cardinale Edward Bede Clancy.
Durante il suo mandato proseguì principalmente il lavoro compiuto dal suo predecessore, il vescovo Douglas Joseph Warren, nell'ambito dell'istruzione e della formazione. Diede inoltre un forte impulso allo sviluppo del ruolo di Centacare, i servizi per la comunità, nel territorio della diocesi, aprendo uffici a Forbes, Narromine e Bourke.
Resse la diocesi per 6 anni, morendo improvvisamente a Forbes il 15 novembre 2000, all'età di 62 anni. Fu sepolto nel cimitero di Forbes.

## Genealogia episcopale
La genealogia episcopale è:
- Cardinale Scipione Rebiba
- Cardinale Giulio Antonio Santori
- Cardinale Girolamo Bernerio, O.P.
- Arcivescovo Galeazzo Sanvitale
- Cardinale Ludovico Ludovisi
- Cardinale Luigi Caetani
- Cardinale Ulderico Carpegna
- Cardinale Paluzzo Paluzzi Altieri degli Albertoni
- Papa Benedetto XIII
- Papa Benedetto XIV
- Papa Clemente XIII
- Cardinale Marcantonio Colonna
- Cardinale Giacinto Sigismondo Gerdil, B.
- Cardinale Giulio Maria della Somaglia
- Cardinale Carlo Odescalchi, S.I.
- Cardinale Costantino Patrizi Naro
- Cardinale Serafino Vannutelli
- Cardinale Domenico Serafini, O.S.B.
- Cardinale Pietro Fumasoni Biondi
- Arcivescovo Filippo Bernardini
- Cardinale Norman Gilroy
- Cardinale James Darcy Freeman
- Cardinale Edward Bede Clancy
- Vescovo Barry Francis Collins